# Beton (együttes)
A Beton magyar rockzenekar volt. 1971-ben alakultak Budapesten. Második helyezést értek el az 1972-es Ki mit tud?-on, amelynek folyamán egy kislemezük jelent meg (Hősök sírja / Vár az út) igen csekély példányszámban. Az 1970-es évek közepén az együttesben sűrűn fordultak elő a tagcserék, melynek következtében, 1979-től Korona néven működtek tovább. 1980-ban Tunyogi Péter a P. Mobilhoz ment át, majd ez év végén az együttes feloszlott, ennek oka, hogy Erdős Péter, a „popcézár” - ígérete ellenére - nem adott nekik lemezkészítési lehetőséget és ennek folyamán az "elkedvetlenedő" zenészek szétszóródtak.

## Tagok
- Major János - gitár, hegedű
- Kainráth György - dob
- Bánk Sándor - basszusgitár, ének (1971-73)
- Molnár Miklós - basszusgitár, ének (1973-80)
- Vadas András - ének (1971-73)
- Kárpáti Elemér - ének (1973-75)
- Tunyogi Péter - ének (1975-80)
- Molnár László - billentyűsök (1971-75)
- Lippény Gábor - billentyűsök, ének (1975-80)
- Szűcs Imre - szólógitár

## Kislemezek
- Hősök sírja / Vár az út (Pepita - SP 960, 1972)

## Kísérőzenekarként
- Monyók Gabriella: Ki mit tud / Vörös golyóként (Pepita - SP 963, 1972)
- Koncz Zsuzsa: Metronóm '77 (1977)

## Rádiófelvételek
- Régi öreg ház
- Nem tudhatja senki sem